# Robert Langer
Robert S. Langer (ur. 29 sierpnia 1948 w Albany) – amerykański biotechnolog i inżynier, uhonorowany tytułem David H. Koch Institute Professor na rodzimej uczelni Massachusetts Institute of Technology. Poprzednio pracował jako Germeshausen Professor w dziedzinach” inżynierii chemicznej i biomedycznej, pozostających nadal w obszarze jego zainteresowania. Pełni obowiązki członka rady wydziałowej Harvard-MIT Division of Health Sciences and Technology oraz Instytutu Zintegrowanych Badań nad Rakiem im. Davida H. Kocha. Jest szeroko znanym specjalistą z dziedziny biotechnologii, zajmującym się systemami nośnikowymi leków i inżynierią tkankową. Laboratorium dr Langera, będące częścią kompleksu MIT, jest największą na świecie jednostką zajmującą się inżynierią biomedyczną, uzyskującą rocznie wsparcie finansowe w wysokości 10 milionów dolarów i utrzymującą ponad 100 badaczy. Współzałożyciel Moderny.

## Kariera
Larger stał się znany z powodu wkładu, jaki wniósł w rozwój nauk medycznych i najbardziej aktualnych zagadnień biotechnologii. Ma na swoim koncie pionierskie prace z zakresu przezskórnych systemów aplikacji, które pozwalają na bezpośrednie dostarczanie substancji leczniczych oraz miejscowe pobieranie substancji do analiz laboratoryjnych bez używania igły. Razem ze swoimi współpracownikami osiągnął kilka przełomów w dziedzinie inżynierii tkankowej, tworząc w pełni unaczynioną tkankę mięśniową czy sztucznie wyhodowane naczynia krwionośne.
Robert Langer może być uznany za wzór kreatywnego wynalazcy, gdyż do tej pory zgromadził ponad 760 uznanych lub czekających na rozpatrzenie zgłoszeń patentowych. Ma na swoim koncie ponad 1100 prac naukowych; brał udział w założeniu rozlicznych firm, zajmujących się rozwojem nowych technologii. Z nagród, których został laureatem, warto wymienić Narodowy Medal Nauki, 10. Roczną Nagrodę Heinza w kategorii technologii, ekonomii i zatrudnienia, Nagrodę im. Charlesa Starka Drapera, Nagrodę Lemelsona-MIT, Nagrodę Centrum Medycznego Albany w dziedzinie nauk medycznych i badań biomedycznych, Nagrodę im. Dana Davida Uniwersytetu w Tel-Awiwie oraz Milenijną Nagrodę Technologiczną za rok 2008. Langer jest najmłodszą w historii osobą, która została wybrana członkiem wszystkich trzech amerykańskich akademii naukowych: Narodowej Akademii Nauki, Narodowej Akademii Inżynierii i Instytutu Medycyny. W 2014 roku został odznaczony Nagrodą Kioto w dziedzinie zaawansowanych technologii.
Swój dyplom licencjacki z inżynierii chemicznej Robert Langer otrzymał na Uniwersytecie Cornella. W 1974 doktoryzował się z tej dziedziny w Massachusetts Institute of Technology. Pracę doktorską, zatytułowaną Enzymatyczna regeneracja ATP ukończył pod opieką Clarka K. Coltona. W latach 1974–1977 pracował jako asystent dr Judah Folkmana, prowadzącego badania nad angiogenezą w guzach nowotworowych przy Szpitalu Dziecięcym w Bostonie oraz w Harvard Medical School.
W życiu prywatnym Robert Langer jest ojcem trójki dzieci. Żonę, Laurę, poznał w czasie studiów.
Z wielu uczelni, które przyznały mu własne honorowe stopnie naukowe, należy wymienić Uniwersytet Harvarda, Uniwersytet Medyczny Icahna na Górze Synaj, Uniwersytet Yale, Politechnikę Federalną w Zurychu, Technion, Uniwersytet Hebrajski w Jerozolimie, Uniwersytet Katolicki w Louvain, Rensselaer Polytechnic Institute, Willamette University, University of Liverpool, University of Nottingham, Albany Medical College, Uniwersytet Stanu Pensylwania, Northwestern University, Uniwersytet w Uppsali i Uniwersytet Kalifornijski w San Francisco.